# Tagungguh
Tagungguh is een bestuurslaag in het regentschap Bangkalan van de provincie Oost-Java, Indonesië. Tagungguh telt 5153 inwoners (volkstelling 2010).